# Fortaleza de Sagres

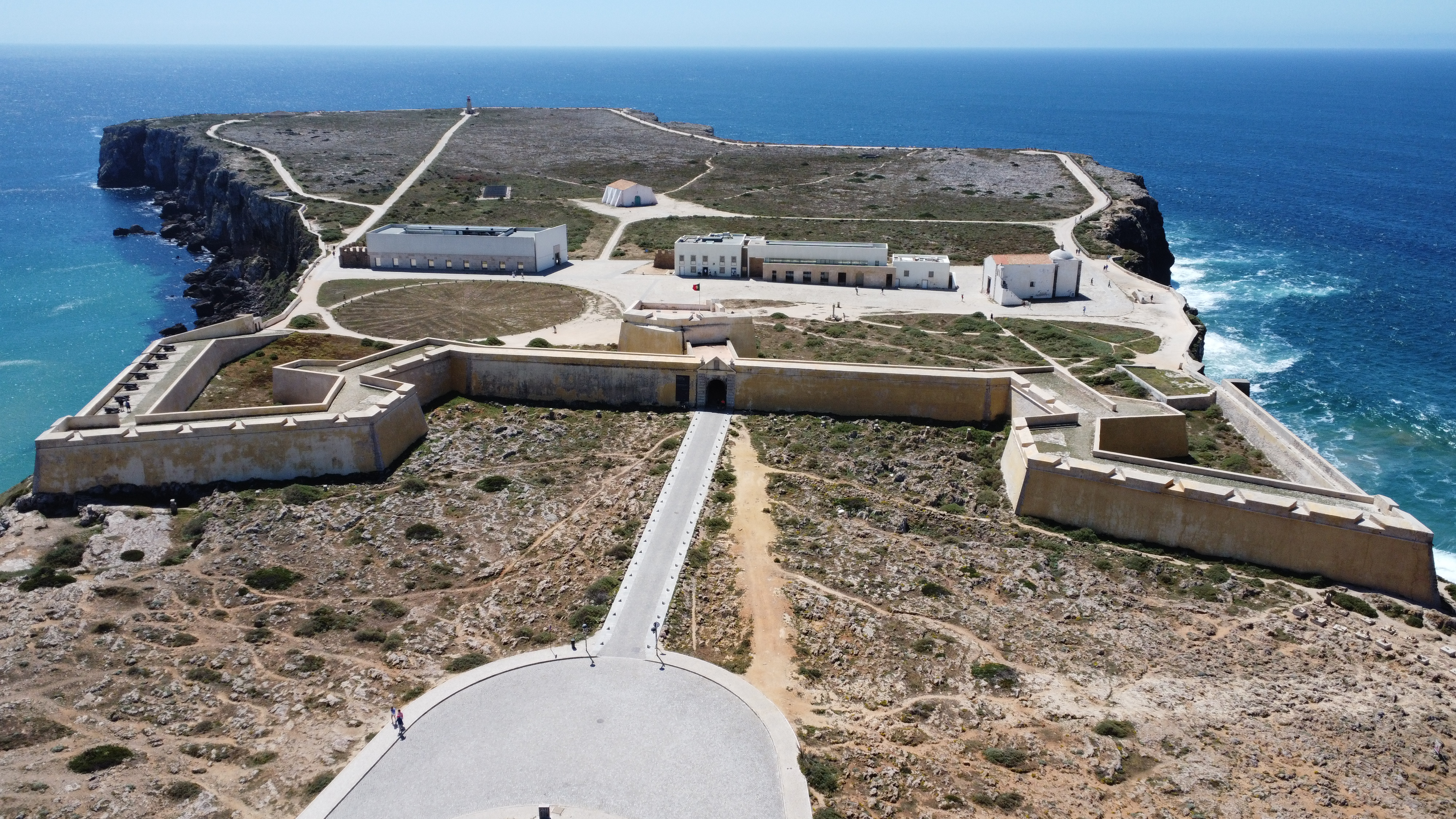
Vista aérea de la Fortaleza de Sagres.

La fortaleza de Sagres, también conocida como castillo de Sagres o fuerte de Sagres, se sitúa al suroeste del Algarve (Portugal), en posición dominante, coronando el promontorio de Sagres. 
De sus escarpados acantilados, constantemente batidos por el viento, el visitante disfruta de una deslumbrante panorámica a lo largo de la costa, con especial mención a las ensenadas de Sagres, el cabo de San Vicente (extremo suroeste del continente europeo) y a la inmensidad del Océano Atlántico.
La propia fortaleza y sus inmediaciones, integradas en el parque natural del Suroeste Alentejano y Costa Vicentina, ofrecen la posibilidad de una vista próxima al patrimonio natural de la costa, especialmente en lo que se refiere a la flora, albergando alguna de las especies más representativas de la región (como por ejemplo el astrágalo, la margarita de mar, la sabina, el polio vicentino, el esparto, el puerro, las malvas y el perejil de mar).

## Historia

### ElPromontorium Sacrum
No existe la certeza acerca de cuál sería la localización exacta de este promontorio sagrado que en mucho impregnó de historia el lugar de la fortaleza, pero es posible identificar, en líneas generales, un área que se prolongaría desde la punta de la Piedad a la Arrifana, comprendiendo el cabo de San Vicente y el cabo de Sagres. Este espacio, por muchos designado como el fin del mundo conocido, donde se iniciaban las tormentas, integra hasta hoy una de las mayores áreas de menhires y construcciones megalíticas de Europa. Visitada por navegadores oriundos del mar Mediterráneo desde alrededor del 4000 a. C., fue citada desde la Antigüedad clásica por Avieno, Estrabón y Plinio el Viejo como un área dedicada al culto a Saturno o Hércules, divinidades de fuerte connotación con el mundo marítimo. Durante la época visigoda se rindió culto al mártir cristiano San Vicente de Zaragoza, el cual está estrechamente ligado al símbolo del cuervo. Por ello durante la dominación islámica se denominó al lugar "Iglesia de los Cuervos" (Kenisset al-gorab).

### La Villa del Infante
A principios del siglo XV la región del cabo San Vicente y de Sagres era cada vez más usada como escala por barcos, sobre todo venecianos, que hacían la ruta entre el Mediterráneo y el noroeste de Europa. En 1434 el rey Eduardo I les concedió privilegios a unos venecianos que residían allí y recibió del Papa autorización para instalar en la zona una casa y hospital de la orden franciscana.
El promontorio de Sagres, así como las villas adyacentes de San Vicente y Sagres, fueron donadas el 27 de octubre de 1443 por el regente Pedro, duque de Coímbra, a su hermano, Enrique el Navegante (1394-1460). La villa de Sagres, entonces abandonada y en ruinas en razón de las razias de los piratas berberiscos, fue, a partir de entonces, reconstruida y repoblada, incluso en lo tocante a su defensa. Esta reedificación, por parte del Infante, obedeció a algunos dictámenes esenciales:
- la necesidad de que las embarcaciones de la época debían refugiarse de los vientos en las ensenadas vecinas, aguardando a vientos favorables a la navegación,
- los imperativos de la logística (embarcaciones, mantenimientos, marineros) de la primera fase de los Descubrimientos,
- la comodidad del control del tráfico marítimo, por ser Sagres punto de paso obligatorio de las embarcaciones que cruzaban del Mediterráneo al Atlántico y viceversa,
- la seguridad y aislamiento necesarios para el procesamiento de las informaciones recogidas al inicio del proyecto de expansión portugués que se extendía por el norte de África.

La fortificación de la punta del promontorio fue determinada por su localización y forma, aprovechando el acantilado como defensa natural en tres de sus cuatro lados, íntimamente ligada a sus excelentes posibilidades estratégicas que se integran en los dictámenes anteriormente citados.
El infante Enrique se trasladó al Algarve en 1452 y a partir de 1457 se instaló en Sagres, donde murió tres años más tarde. Su estancia allí dio lugar posteriormente, a partir de 1625, al mito histórico de la denominada Escuela de Sagres, supuesto centro de estudio de navegación y astronomía de cuya existencia muchos historiadores dudan.
Después de la muerte de don Enrique (1460), la fortificación y su población perdieron importancia. Como resultado de la distancia entre la Villa del Infante y la Aldeia do Bispo, donde se celebraban los servicios religiosos, Manuel I de Portugal (1495-1521) determinó la creación de la freguesia de Sagres y la edificación de la iglesia matriz (1512). Más tarde, en 1573, Sebastián de Portugal (1568-1578) adosó dos baluartes en los extremos de la muralla ya existente, elementos cruciales en la arquitectura militar tras el advenimiento de la artillería, colocados estratégicamente en lugares que optimizaban el tiro cruzado.

### La Dinastía Filipina y la restauración de la independencia

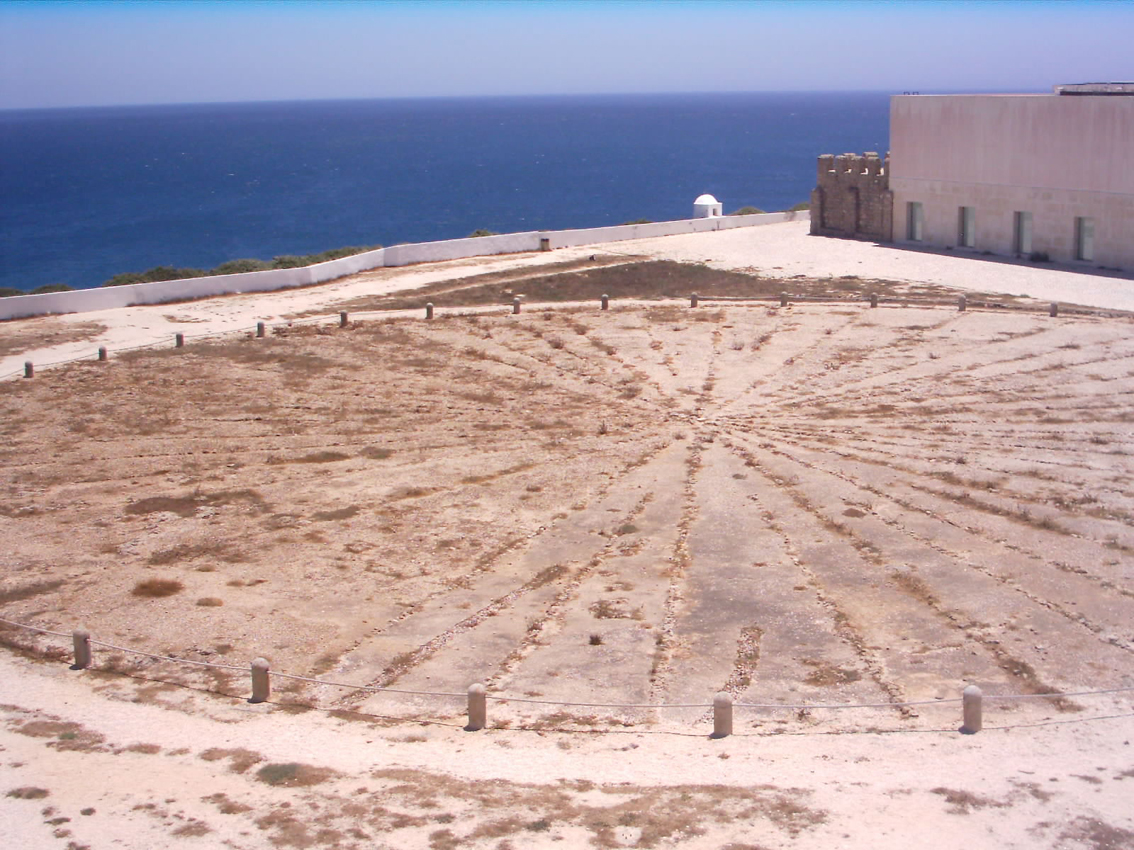
Fortaleza de Sagres, vista de la "rosa de los vientos".

Prosiguiendo con las reformas emprendidas en el reinado de D. Sebastián, la época de la Casa de Austria en Portugal, que se inició con el reinado en Portugal de Felipe II de España (1580-1598), se determinó la edificación de una torre (o Torreón central) en el interior de la fortificación, permitiendo la conexión con la puerta de entrada a través de un túnel y colocando en la cima una plataforma para artillería, con lo que aumentaba la capacidad defensiva de la estructura.
En el contexto de las disputas entre las Coronas de España y de Inglaterra, en el escenario internacional de finales del siglo XVI, la armada del corsario Francis Drake atacó la región de Sagres (1587), que fue violentamente saqueada e incendiada. En el ataque, sufrieron severos daños las fortificaciones de la Baleeira, de la Beliche y de la San Vicente. Una imagen del ataque inglés, actualmente en la Biblioteca del Museo Británico, retrata las fortificaciones de la región en la época (1587), evidenciando su carácter de transición de la Edad Media a la arquitectura militar moderna. En lo tocante a la Fortaleza de Sagres, se reconoce, desde el exterior:
- un pequeño baluarte cuadrangular de fajina, con la función de asegurar la primera línea de defensa;
- una muralla de mampostería de piedra, con forma de dientes de sierra y una extensión aproximada de 180 metros, encimada por almenas, cerraba el istmo de lado a lado;
- dos baluartes bajos, con almenas, posicionaban en cada extremidad de la muralla;
- en el centro de la cortina se abría una pequeña puerta, dando acceso a dos pequeños patios amurallados y almenados, con puertas alternadas, a la manera de los castillos medievales;
- en el interior se disponía la Plaza de Armas, rodeada de un conjunto de habitaciones conectado por una cortina a las murallas laterales, conjunto ese dominado por un cubelo en la extremidad opuesta, y la antigua Iglesia de Santa María.

Tras el asalto de Drake, se planteó la modernización de la fortificación manuelina. En 1621, Alexandre Massai, un ingeniero militar napolitano, presentó un proyecto para construir nuevos baluartes con mayor capacidad defensiva, pero no fue concretado. No fue hasta 1631 que se decidió restaurar por Felipe IV (1621-1640) las murallas arruinadas. Las obras comenzaron al año siguiente, aprovechándose trechos de las antiguas murallas y levantándose baterías renacentistas, obras que proseguirían tras la restauración de la independencia portuguesa en el reinado de Juan IV de Portugal (1640-1656). Entretanto, las nuevas murallas exteriores permanecieron incompletas, coexistiendo con las antiguas murallas enriquinas.

### ElsigloXVIIIy el terremoto de 1755

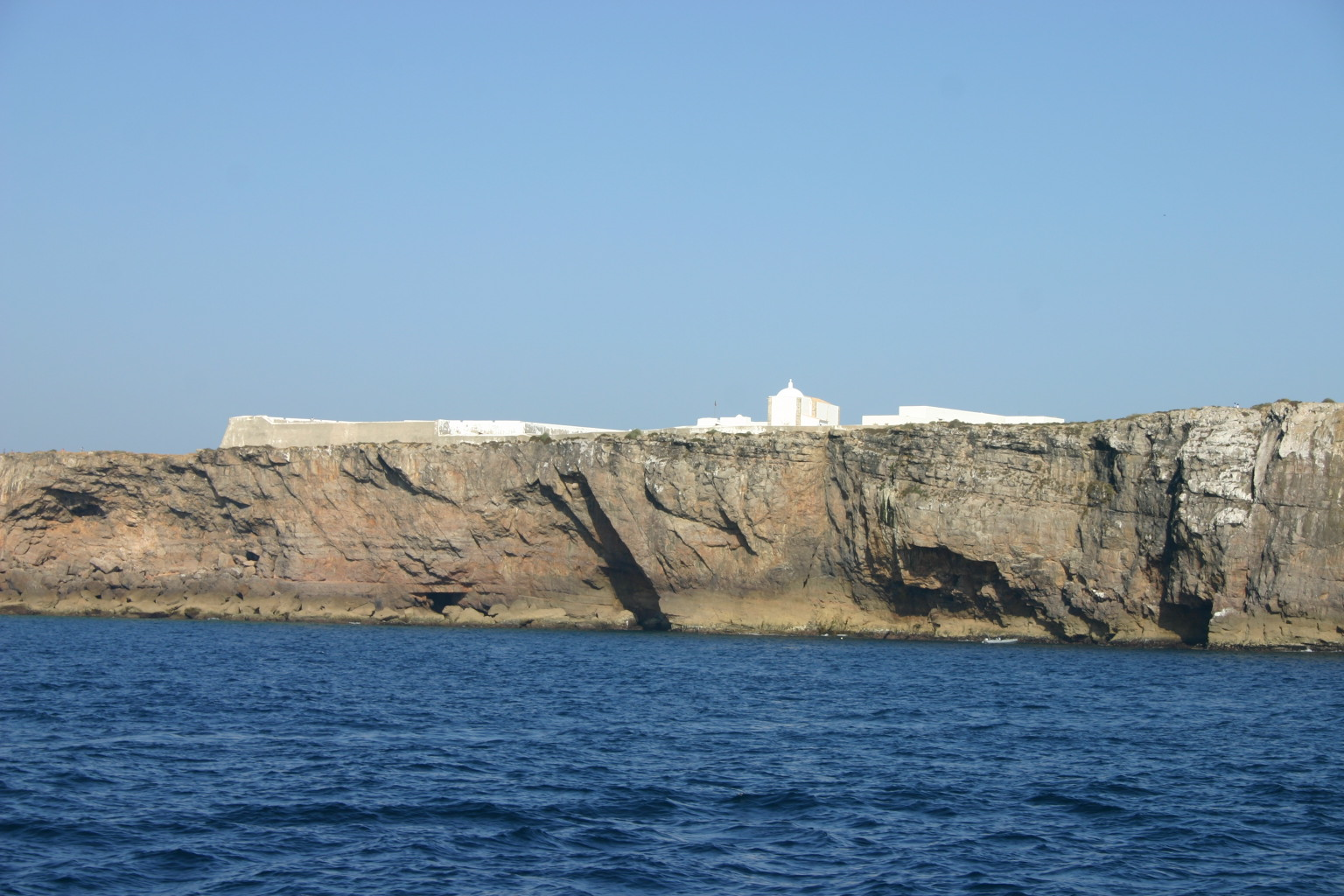
Fortaleza de Sagres vista desde el mar.

La fortaleza fue seriamente dañada por el tsunami provocado por el terremoto de 1755, cuya gigantesca ola superó la altura del peñasco. El estado de ruina, provocado por el tiempo y por los elementos, se prolongó hasta el reinado de María I de Portugal (1777-1816), que ordenó reconstruir la estructura. Para ello, fueron demolidas las antiguas murallas medievales y, en 1793-94, terminadas las obras del nuevo trazado de murallas. Adecuadas a las necesidades de defensa de la época, eran más bajas y compactas empleando argamasa de reboco para absorber mejor el impacto de los proyectiles de la artillería de la época. En las extremidades se erigieron dos mediobaluartes artillados. En el interior del terraplén, un torreón central sustituyó el antiguo cubelo filipino.
Los continuos conflictos en el siglo siguiente hicieron que la fortaleza de Sagres asumiese un importante papel de coordinación en toda la línea defensiva del oeste del litoral del Algarve.

### Las restauraciones delsigloXX
Clasificada como Monumento Nacional por Decreto de 16 de junio de 1910, los trabajos de restauración promovidos en las décadas de 1950 y 1960 descaracterizaron la estructura al procurar devolverle su supuesta configuración original de los siglos XV y XVI.  Las edificaciones del lado izquierdo fueron reconstruidas conforme a aquellas diseñadas en la iconografía del ataque de Drake, con un piso terreno y una chimenea por división. Fue colocada al descubierto, en esta fase, la llamada Rosa de los vientos.
En la década de 1980, dada la degradación del conjunto y buscando adecuar la utilización del sitio a los presupuestos de la Carta de Venecia (posibilitando la acogida de turistas), fue lanzado un concurso para restaurar la Fortaleza de Sagres. El proyecto vencedor, del arquitecto João Carreira, a pesar de una década de polémica suscitada por la naturaleza de la nueva intervención, introdujo en Portugal la discusión de la reutilización de los monumentos, en virtud de la compatibilidad de las nuevas estructuras con la memoria del pasado.
Actualmente, la fortaleza se encuentra abierta diariamente al público. Además de poderse apreciar las estructuras anteriores al siglo XVIII, recuperadas, modernas intervenciones permiten visitar las diversas áreas del promontorio. Hay además un centro de exposiciones, un centro multimedia, tiendas de artículos culturales y una cafetería.

## Características

### Muralla
De trazado poligonal abaluartado, se compone de una cortina cerrando el lado de la tierra y de un muro que se extiende por el flanco izquierdo. En las dos extremidades de la cortina, se yerguen los mediobaluartes de 1793, uno a la invocación de Santa Bárbara (patrona de la Artillería) y otro de San Antonio (patrón del Ejército Portugués).

### Portón monumental

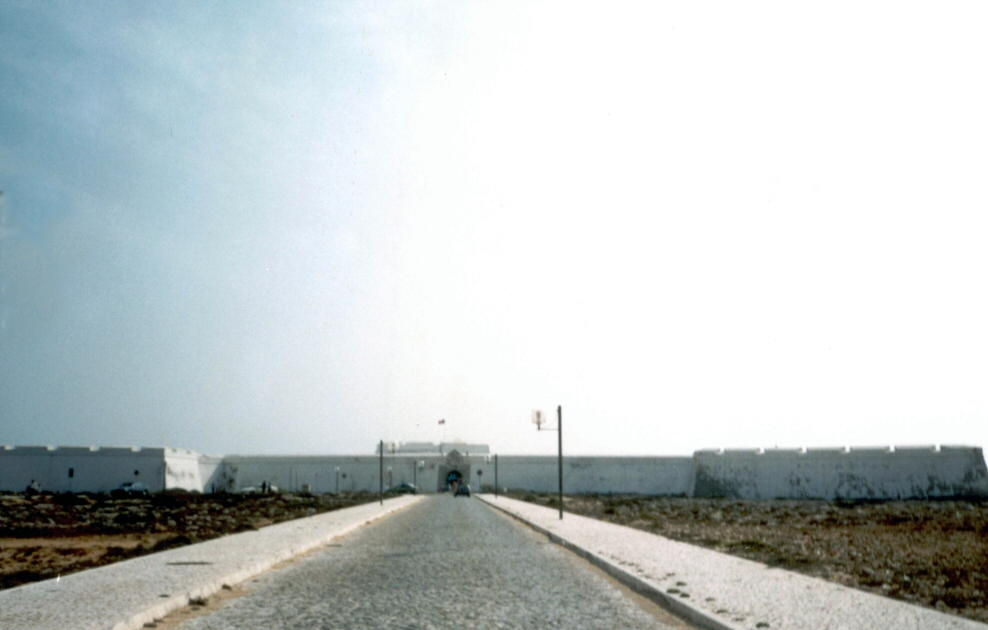
Fortaleza de Sagres, panorámica de la entrada principal.

En el centro de la cortina se abre el Portón Monumental de la plaza, de estilo neoclásico, coronado por un escudo de armas en el frontón y una placa epigráfica recordando al entonces gobernador del Algarve, Nuno José Fulgêncio João Nepomuceno de Mendonça e Moura (1793).
Por el lado interior del portón puede verse una lápida en memoria del Infante D. Enrique, colocada alrededor de 1840.

### Terraplén
Estratégicamente distribuidos por el terraplén, se encuentran seis baterías orientadas hacia el mar y garitas. Aislado de los demás edificios, se yergue el Polvorín (‘’Paiol da Pólvora’’), probablemente edificado a mediados del siglo XVIII. Insertado en el conjunto de las edificaciones hay una réplica de un padrón de descubrimiento del siglo XV, en el que se puede observar un escudo de armas del Infante D. Enrique. Se destaca, entretanto, la Rosa-dos-Ventos, también denominada ’’Rosa dos Ventos do Infante D. Henrique’’, una amplia estructura que se cree se remonta al siglo XVI. Descubierta casualmente en 1921, representa una estrella con 32 rayos, simbolizando los rumbos ("os rumbos"), inscrita en un círculo, trazada en el suelo por cantos irregulares y que algunos autores creen tratarse del gnomon de un reloj de sol.

### Edificios
Varias edificaciones históricas se hallan en el terraplén de la fortaleza, como el torreón central, diversos cuarteles y edificaciones como la torre cisterna - probablemente fruto de un proyecto enriquino, presente en gran parte en las representaciones de la fortaleza tras la incursión de Drake en 1587 -, las antiguas casas da "correnteza" y la Casa del Gobernador, estructuras que fueron blanco de reaprovechamiento turístico en el proyecto de los años 90.

### Iglesia de Nuestra Señora de la Gracia

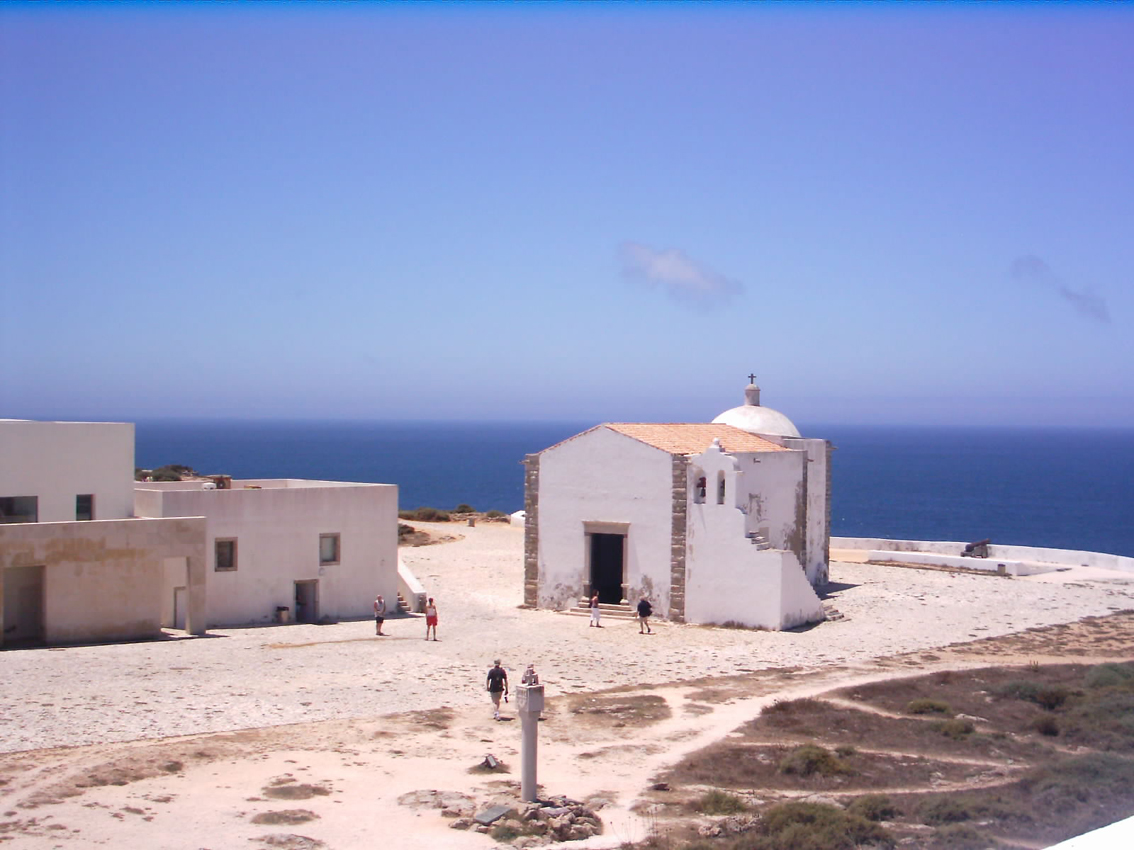
Fortaleza de Sagres: Iglesia de Nuestra Señora de la Gracia.

La edificación del actual templo vio sustituir, posiblemente en 1570, en la época de Sebastián I de Portugal, la antigua ermita de Santa María mandada erigir en 1459 por el Infante D. Enrique. Después del terremoto de 1755, en que quedó damnificada, fueron ampliados la sacristía y el campanario.
Presenta una planta simple cuadrangular de nave única, con pequeñas ventanas aisladas en las paredes y remate en bóveda de cañón. El ábside, con sacristía anexada, también presenta planta cuadrangular y es rematada por una cúpula semiesférica. La fachada principal está demarcada por la puerta de entrada con arquitrabe y tejado de dos aguas. Al campanario, erigido en la localización del antiguo osario del cementerio, se accede a través de una escalera desde el lado este.
Aquí se halla insertado, desde 1997, el retablo en estilo barroco de la Capilla de Santa Catarina de la Fortaleza de Beliche.

### Faro de Sagres
Desde finales del siglo XIX existió dentro de la fortaleza un faro para la señalización marítima. El actual, bastante discreto para no desvirtuar el entorno de la fortaleza, data de 1960 y es el tercero construido. Emite una luz roja cada dos segundos y tiene una altura de 11 metros (53 metros sobre el nivel del mar). Está controlado remotamente desde el vecino faro del cabo de San Vicente.